# Bratinac
Bratinac (Братинац), pronunțat în limba română Bratinaț, este un sat situat în partea de est a Serbiei, în Districtul Braničevo. Aparține administrativ de comuna Požarevac. La recensământul din 2002 localitatea avea 629 locuitori.